# گیدو بورگشتالر
گیدو بورگشتالر (انگلیسی: Guido Burgstaller؛ زادهٔ ۲۹ آوریل ۱۹۸۹) بازیکن فوتبال باشگاه شالکه ۰۴ اهل اتریش است.
از باشگاه‌هایی که در آن بازی کرده‌است می‌توان به باشگاه فوتبال راپید وین، باشگاه فوتبال کاردیف سیتی و باشگاه فوتبال نورنبرگ اشاره کرد.
وی همچنین در تیم ملی فوتبال اتریش بازی کرده‌است.

## عملکرد باشگاهی

### کاردیف سیتی
در ۲۳ مه ۲۰۱۴، بورگاشتلر به عنوان دومین بازیکن جدید اوله گونار سولسشایر پس از ژاوی گورا، در یک قرارداد سه ساله به کاردیف سیتی پیوست. بورگاشتلر گفت: "تصمیم من برای پیوستن به کاردیف سیتی هیچگاه مورد سؤال قرار نگرفت، وقتی این باشگاه برای اولین بار با من تماس گرفت، همیشه برای من بازی در این کشور یک آرزو بوده‌است. من فصل گذشته کاردیف را در لیگ برتر دنبال کردم و من بسیار خوشحال هستم. مفتخرم که این فرصت به من داده می‌شود که پیراهن کاردیف سیتی را بپوشم - من هواداران این باشگاه را به خاطر شور و اشتیاق فراوانشان تحسین می‌کنم. "
او اولین بازی خود را در مسابقات چمپیونشیپ در ۸ آگوست انجام داد، و در ۲۰ دقیقه آخر تساوی ۱–۱ در برابر بلکبرن روورز در روز افتتاحیه، جایگزین کنوین جونز شد. پنج روز بعد، او بعد از چهار دقیقه از دومین بازی خود اولین گل خود را به ثمر رساند تا کاردیف در دور اول جام اتحادیه با نتیجه ۲ بر ۱ برابر کاونتری سیتی پیروز شود.

### نورنبرگ
در ۲۶ ژانویه ۲۰۱۵، بورگاشتلر با رضایت متقابل کاردیف را ترک کرد و به عضویت نورنبرگ در بوندسلیگا درآمد.

### شالکه ۰۴
در تاریخ ۱۲ ژانویه ۲۰۱۷، بورگاشتلر با هزینه ای نامعلوم به شالکه ۰۴ پیوست. در آن زمان، او بهترین گلزن بوندس لیگا ۲ با چهارده گل بود و به عنوان جانشین اریک ماکسیم چوپوموتینگ با این باشگاه قرارداد امضا کرد. در ۲۱ ژانویه، او در اولین بازی خود، تنها گل این مسابقه را در پیروزی مقابل اینگول اشتات به ثمر رساند.
پس از آن، بورگاشتلر از لحاظ گلزنی در بوندس لیگا عملکردی متناقض داشت اما دبل‌های او مقابل آگزبورگ، ولفسبورگ و بایر لورکوزن به او کمک کردند تا با ۹ گل بهترین گلزن شالکه باشد.
در اولین فصل کامل بورگشتالر به عنوان بازیکن سال شالکه، پس از عزیمت چوپو موتینگ و کلاس یان هونتلار به عنوان مهاجم برتر دومنیکو تدسکو معرفی شد. اولین گل او در این فصل برابر اشتوتگارت بود و در ماه اکتبر، وی در سه بازی پیاپی از جمله در ضربات پناتی دور دوم جام حذفی مقابل وهن ویسبادن گل زد. در ۲۵ نوامبر، او در بازی ۴–۰ مقابل بروسیا دورتموند، گل نخست را به ثمر رساند، در مسابقه ای که شالکه بازی ۴–۰ باخته را به تساوی ۴–۴ تبدیل کرد.
در ۷ فوریه ۲۰۱۸، بورگاشتلر تنها گل این مسابقه را با پیروزی مقابل ولفسبورگ به ثمر رساند و آنها را برای اولین بار از فصل ۲۰۱۰–۱۱ به نیمه نهایی جام حذفی برد.

## عملکرد بین‌المللی
بورگشتالر اولین بازی بین‌المللی خود را در ۲۹ فوریه ۲۰۱۲ انجام داد و در پنج دقیقه آخر پیروزی ۳ بر یک بازی دوستانه برابر فنلاند به عنوان جایگزینی برای آندریاس ایوانشیتس بازی کرد. او اولین گل خود را برای اتریش در ۶ اکتبر ۲۰۱۷ و گل تساوی ۱–۱ را در یک پیروزی ۳ بر ۲ مقابل صربستان به ثمر رساند. وی در تاریخ ۲۶ اوت ۲۰۱۹ از تیم ملی کناره‌گیری کرد.